# Намсараев, Баир Бадмабазарович
Баи́р Бадмабаза́рович Намсара́ев (3 июля 1943, село Судунтуй, Агинский Бурят-Монгольский национальный округ — 5 сентября 2015, Москва) — советский и российский микробиолог, специалист в области микробной экологии и биогеохимии, изучавший деятельность микроорганизмов в донных осадках и водной толще озёр, морей и океанов, а также в подземных водах. Доктор биологических наук (1992), профессор (2000), академик Международной академии информатизации, заслуженный деятель науки РФ.

## Биография
В 1970 году окончил Биолого-почвенный факультет МГУ по специальности «биология», с квалификацией «биохимик (микробиология)». С 1973 работал в Институте биохимии и физиологии микроорганизмов АН СССР. В 1985—1993 годах — в Институте микробиологии РАН, в дальнейшем заведующий лабораторией микробиологии Института общей и экспериментальной биологии СО РАН, профессор Бурятского Государственного Университета.
Эксперт ЮНЕСКО и РАН по водной микробиологии. При участии и под руководством Б. Б. Намсараева были проведены исследования деятельности микроорганизмов в Японском, Карибском, Охотском, Чёрном, Балтийском и Карском морях, Тихом и Индийском океанах, озёрах и гидротермах островов Тихого океана. Экспедиции проводились, в том числе, на знаменитом научно-исследовательском судне «Академик Мстислав Келдыш». В начале XXI века руководил программами микробиологического исследования озера Байкал, содовых озёр и гидротерм Центральной Азии. Председатель Бурятского отделения Всероссийского микробиологического общества.

## Труды
Б. Б. Намсараев — автор 250 научных публикаций, в том числе 5 монографий:
- Микробиологические процессы круговорота углерода в мелководных гидротермах западной окраины Тихого океана // Микробиология. — 1994. — Т. 63, вып. 1 (совм. с др.)
- Биоразнообразие Байкальской Сибири — Новосибирск, 1999 (совм. с др.)
- Физико-химическая и микробиологическая характеристика песчаных матов содового озера Зун-Торей (Забайкалье) (совм. с авторами: Захарюк А. Г., Козырева Л. П., Егорова Д. В.) // Вестник Московского государственного областного университета. Серия: Естественные науки. 2010. № 1 с.104-107.
- Гидрохимические и микробиологичекие характеристики содовых и содово-соленых озёр Юго-Восточного Забайкалья (совм. с авторами: Банзаракцаева Т. Г., Абидуева Е. Ю.) // География и природные ресурсы. — 2007. № 2. — С. 101—105.
- Гидрохимические и микробиологические характеристики Гусино-Убукунских водоёмов. Водные ресурсы. (совм. с авторами: Хахинов В. В., Ульзетуева И. Д., Бархутова Д. Д., Банзаракцаева Т. Г., Абидуева Е. Ю.) 2005. Т. 32, № 1, C.79-84.
- Микробиологические процессы круговорота углерода в донных осадках озера Байкал = Microbial processes of carbon circulation in botton sediments of lake Baikal / (совм. с автором: Т. И. Земская ; Отв. ред. В. М. Горленко; [Рос. акад. наук, Сиб. отд-ние, Ин-т общ. и эксперим. биологии, Лимнол. ин-т]. 2000.